# Richard Šmehlík
Richard Šmehlík (* 23. Januar 1970 in Ostrava, Tschechoslowakei) ist ein ehemaliger tschechischer Eishockeyspieler, der über viele Jahre in der National Hockey League für die Buffalo Sabres als Verteidiger gespielt hat.

## Karriere
Richard Šmehlík begann seine Karriere in seiner Heimatstadt beim HC Vitkovice Ostrava, für den er in der Spielzeit 1988/89 in der 1. Liga, der höchsten Spielklasse in der Tschechoslowakei, debütierte. Während des NHL Entry Draft 1990 wurde er von den Sabres in der fünften Runde an 97. Stelle ausgewählt, spielte aber bis 1992 für seinen Heimatverein bzw. den HC Dukla Jihlava. Vor der Saison 1992/93 holten ihn die Sabres dann nach Nordamerika und Šmehlík schaffte es sofort in den NHL-Kader des Teams. Von da an war er über ein Jahrzehnt  fester Bestandteil der Mannschaft aus Buffalo, mit der er 1998/99 das Finale um den Stanley Cup erreichte. Dort scheiterten die Sabres jedoch mit 4:2 an den Dallas Stars.
Im Sommer 2002 lief sein Vertrag in Buffalo aus und Šmehlík unterschrieb als Free Agent einen Vertrag bei den Atlanta Thrashers. Kurz vor der Trade Deadline der folgenden Saison tauschten ihn die Sabres gegen ein Draftrecht mit den New Jersey Devils. Im Finale um den Stanley Cup schlugen die Devils die Mighty Ducks of Anaheim mit 4:3, so dass Šmehlík doch noch die wichtigste Eishockey-Trophäe gewann. Nach diesem Erfolg gab er im September 2003 seinen Rücktritt vom Profisport bekannt.

### International
Zu Beginn seiner Karriere vertrat Richard Šmehlík die Tschechoslowakei regelmäßig bei internationalen Titelkämpfen und gewann jeweils eine Bronzemedaille bei Weltmeisterschaften der Junioren, der Herren und bei Olympischen Winterspielen. Nach der Teilung seines Heimatlandes spielte er für Tschechien bei den Olympischen Winterspielen 1998 und 2002 und wurde 1998 Olympiasieger.

## Erfolge und Auszeichnungen
- 1988 Goldmedaille bei der U18-Junioren-Europameisterschaft
- Bronzemedaille bei der U20-Weltmeisterschaft 1990 (ČSSR)
- Bronzemedaille bei der Weltmeisterschaft 1992 (ČSSR)
- Bronzemedaille bei den Olympischen Winterspielen 1992 (ČSSR)
- Goldmedaille bei den Olympischen Winterspielen 1998 (CZ)
- Gewinn des Stanley Cup 2003